# Tweakers
Tweakers (voorheen Tweakers.net) is een Nederlandstalige website van DPG Media gericht op nieuws en informatie over technologie, waaronder hardware, software, games en internet. De website combineert redactionele inhoud met een actieve gebruikerscommunity die commentaar geeft en beoordelingen toevoegt.

## Geschiedenis
De website werd in 1998 opgericht door Femme Taken onder de naam World of Tweaking. De naam verwijst naar het Engelse woord tweak, dat staat voor het maken van kleine aanpassingen, in dit geval gericht op het optimaliseren van computerprestaties.
De site groeide van een kleinschalige hobbywebsite uit tot een professionele platform, gericht op gevorderde computergebruikers. In maart 2006 werd Tweakers overgenomen door het mediabedrijf VNU, dat in mei 2012 onderdeel werd van De Persgroep (later DPG Media).

## Onderscheidingen en Erkenning
Tweakers werd meerdere keren uitgeroepen tot Website van het Jaar, waaronder in 2009, 2010, 2011, 2012 en 2014.

## Functionaliteiten
Tweakers biedt verschillende secties en tools, waaronder:
- Nieuws: Dagelijkse updates over technologie en consumentenelektronica.
- Reviews: Beoordelingen van producten door zowel de redactie als de gebruikers.
- Pricewatch: Een uitgebreide prijsvergelijker voor consumentenelektronica, met waarderingen van winkels en historisch prijsverloop.
- Forum ('Gathering of Tweakers'): Een actief discussieplatform met onderwerpen variërend van technologie tot actualiteit.
- Vraag & Aanbod: Een marktplaats voor tweedehands elektronica.
- IT Banen: Een vacatureplatform voor IT-professionals.

### Pricewatch
De Pricewatch is een van de meest bezochte onderdelen van Tweakers. Het biedt een actueel overzicht van verkoopprijzen voor hardware en software bij diverse (web)winkels. Gebruikers kunnen prijzen vergelijken, recensies lezen en het prijsverloop van producten volgen.

### Gathering of Tweakers (GoT)
Het discussieforum Gathering of Tweakers speelt een centrale rol in de community van Tweakers. Het kent een streng moderatiebeleid om de kwaliteit van de discussies te waarborgen. Naast technologie worden ook onderwerpen als wetenschap, sport en actualiteiten besproken.

### Technische en functionele aanpassingen
Door de jaren heen heeft Tweakers meerdere grote updates doorgevoerd, waaronder:
- 2007: Introductie van 'channels' voor nieuws gesorteerd op onderwerp.
- 2009: Lancering van de karmastore, waarmee gebruikers extra functies konden vrijspelen.[4]
- 2012: Vernieuwing van het uiterlijk van de website, ontworpen door Femme Taken.
- 2014: Introductie van een responsive webdesign, ofwel de weergave past zich voortaan aan aan het schermformaat van de gebruiker[5]
- 2023: Afschaffing van de karmastore en beschikbaar stellen van karmafeatures voor alle gebruikers.[6]

## Tweakers Awards
De 'Tweakers Awards', tot 2012 bekend als de 'Tweakers Gouden Steeksleutel Awards', zijn jaarlijkse onderscheidingen die worden uitgereikt aan de beste producten en diensten in diverse computergerelateerde categorieën. De winnaars worden bepaald via een jaarlijkse stemming onder de leden van Tweakers.net, die plaatsvindt in de laatste twee weken van het jaar. De prijs wordt sinds 2007 uitgereikt.

### Overzicht winnaars Tweakers Awards
| Categorie                       | 2008                     | 2009                           | 2010                          | 2011                          | 2012                               | 2013 / 2014                   | 2015                           | 2016/17                                        |
| ------------------------------- | ------------------------ | ------------------------------ | ----------------------------- | ----------------------------- | ---------------------------------- | ----------------------------- | ------------------------------ | ---------------------------------------------- |
| Beste behuizing                 | n.v.t.                   | n.v.t.                         | n.v.t.                        | n.v.t.                        | n.v.t.                             | n.v.t.                        | n.v.t.                         | Cooler Master MasterCase Maker 5               |
| Beste besturingssysteem         | n.v.t.                   | n.v.t.                         | n.v.t.                        | n.v.t.                        | Windows 7                          | Windows 7                     | Microsoft Windows              |                                                |
| Beste beveiligingssoftware      | n.v.t.                   | n.v.t.                         | Microsoft Security Essentials | Microsoft Security Essentials | Microsoft Security Essentials      | Microsoft Security Essentials | Microsoft Security Essentials  | Microsoft Security Essentials/Windows Defender |
| Beste browser                   | Firefox                  | Firefox                        | Firefox                       | Chrome                        | Chrome                             | Chrome                        | n.v.t.                         |                                                |
| Beste compactcamera             | n.v.t.                   | Canon Powershot G11            | Sony Cybershot DSC-HX5V       | Sony Cybershot DSC-HX9V       | Sony DSC-RX100                     | Canon SX260 HS                | Sony Cybershot RX100 III       | Canon PowerShot G7 X Mark II                   |
| Beste console                   | n.v.t.                   | n.v.t.                         | n.v.t.                        | n.v.t.                        | n.v.t.                             | n.v.t.                        | PlayStation 4                  |                                                |
| Beste domoticafabrikant         | n.v.t.                   | n.v.t.                         | n.v.t.                        | n.v.t.                        | n.v.t.                             | n.v.t.                        | Nest                           |                                                |
| Beste draagbare navigatie       | n.v.t.                   | n.v.t.                         | TomTom XL live IQ             | Google Maps                   | n.v.t.                             | n.v.t.                        | n.v.t.                         |                                                |
| Beste draagbare mediaspeler     | Apple iPod Touch         | Apple iPod Touch               | n.v.t.                        | n.v.t.                        | n.v.t.                             | n.v.t.                        | n.v.t.                         |                                                |
| Beste DSLR(-camera)             | n.v.t.                   | Canon EOS 500D                 | Canon EOS 550D                | Canon EOS 550D                | Canon EOS 550D, EOS 600D, EOS 650D | Canon 5D Mark III             | Canon EOS 5D Mark III          |                                                |
| Beste e-reader                  | n.v.t.                   | n.v.t.                         | Sony PRS650                   | Amazon Kindle 3rd generation  | Apple iPad                         | Sony PRS T3                   | n.v.t.                         |                                                |
| Beste fotocamera                | Canon EOS 450D           | n.v.t.                         | n.v.t.                        | n.v.t.                        | n.v.t.                             | n.v.t.                        | n.v.t.                         |                                                |
| Beste game                      | Grand Theft Auto IV      | Call of Duty: Modern Warfare 2 | Call of Duty: Black Ops       | Battlefield 3                 | Battlefield 3                      | GTA V                         | GTA V                          | Battlefield 1                                  |
| Beste gameplatform              | Pc                       | Pc                             | Pc                            | Pc                            | n.v.t.                             | n.v.t.                        | n.v.t.                         |                                                |
| Beste game-developer            | Blizzard Entertainment   | n.v.t.                         | n.v.t.                        | Blizzard                      | n.v.t.                             | n.v.t.                        | n.v.t.                         |                                                |
| Beste game-uitgever             | n.v.t.                   | Activision Blizzard            | Activision Blizzard           | EA                            | n.v.t.                             | n.v.t.                        | n.v.t.                         |                                                |
| Beste geheugen                  | Kingston Valueram PC6400 | n.v.t.                         | n.v.t.                        | n.v.t.                        | n.v.t.                             | n.v.t.                        | n.v.t.                         |                                                |
| Beste headphonefabrikant        | n.v.t.                   | n.v.t.                         | n.v.t.                        | n.v.t.                        | Logitech G35 Gaming Headset        | n.v.t.                        | n.v.t.                         |                                                |
| Beste (hd-)mediaspeler          | n.v.t.                   | Popcornhour C-200              | Popcornhour C-200             | Popcornhour C-200             | n.v.t.                             | n.v.t.                        | n.v.t.                         |                                                |
| Beste homecinemasysteem         | n.v.t.                   | Logitech Z5500 Digital         | n.v.t.                        | n.v.t.                        | n.v.t.                             | n.v.t.                        | n.v.t.                         |                                                |
| Beste internetprovider (BE)     |                          |                                |                               |                               |                                    |                               |                                | Telenet                                        |
| Beste internetprovider (NL)     | XS4ALL                   | XS4ALL                         | Ziggo                         | Ziggo                         | Ziggo                              | Ziggo                         | Ziggo                          | Ziggo                                          |
| Beste koptelefoon               | n.v.t.                   | n.v.t.                         | n.v.t.                        | n.v.t.                        | n.v.t.                             | Sennheiser HD-650             | Sennheiser HD-650              | Sennheiser HD 800 S                            |
| Beste koptelefoon voor gaming   |                          |                                |                               |                               |                                    |                               |                                | Sennheiser PC 373D                             |
| Beste laptop                    | MacBook Pro              | MacBook Pro                    | MacBook Pro                   | MacBook Pro                   | MacBook Pro                        | MacBook Pro                   | MacBook Pro                    | Dell XPS 15                                    |
| Beste mobiele provider (BE)     |                          |                                |                               |                               |                                    |                               |                                | Mobile Vikings                                 |
| Beste mobiele provider (NL)     | n.v.t.                   | T-mobile                       | Vodafone                      | Vodafone                      | Vodafone                           | KPN                           | Vodafone                       | KPN                                            |
| Beste mobiele besturingssysteem | n.v.t.                   | n.v.t.                         | Android                       | Android                       | n.v.t.                             | n.v.t.                        | n.v.t.                         |                                                |
| Beste moederbord                | Asus P5Q                 | Gigabyte GA-EX58-UD5           | Asus Crosshair IV Formula     | Gigabyte GA-Z68X-UD3H-B3      | Asus Maximus V Gene                | Asus Z87-Pro                  | Asus ROG X99 Rampage V Extreme | Raspberry Pi 3                                 |
| Beste monitor                   | Samsung Syncmaster 226BW | Samsung 2443BW                 | Samsung Syncmaster 2443BW     | Samsung Syncmaster 2443BW     | Samsung SyncMaster SA100           | Dell U2713HM                  | Dell UltraSharp 27 HD 5K       | Dell Ultrasharp U2717D                         |
| Beste NAS                       | n.v.t.                   | n.v.t.                         | n.v.t.                        | n.v.t.                        | Synology Disk Station DS 2xx-serie | Synology DiskStation DS214+   | Synology DiskStation DS415+    | Synology DS216+II                              |
| Beste netbook                   | n.v.t.                   | Asus Eee PC 1101HA             | n.v.t.                        | n.v.t.                        | n.v.t.                             | n.v.t.                        | n.v.t.                         |                                                |
| Beste nieuwkomer                | n.v.t.                   | n.v.t.                         | n.v.t.                        | n.v.t.                        | n.v.t.                             | n.v.t.                        | Netflix                        |                                                |
| Beste printer                   | n.v.t.                   | n.v.t.                         | n.v.t.                        | n.v.t.                        | Canon Pixma MG6000-serie           | Canon Pixma MG5350            | HP Officejet Pro 8610 e        | Canon Pixma MG3051                             |
| Beste processor/CPU             | Intel Core 2 Duo E8400   | Intel Core i7 920              | Intel Core i7 980X            | Intel Core i7 2600K           | Intel Core i7 3770K                | Intel Core i7 4770K           | Intel Core i7 5960X            | Intel Core i7-6800K                            |
| Beste receiver                  | n.v.t.                   | n.v.t.                         | n.v.t.                        | n.v.t.                        | Harman kardon AVR 4xx-serie        | n.v.t.                        | n.v.t.                         |                                                |
| Beste router                    | n.v.t.                   | n.v.t.                         | n.v.t.                        | n.v.t.                        | TP-Link TL-WR1043ND                | TP-Link TL-WDR4300            | n.v.t.                         | Netgear R7800 Nighthawk X4S                    |
| Beste smarthome platform        |                          |                                |                               |                               |                                    |                               |                                | Philips Hue                                    |
| Beste smartphone                | Apple iPhone 3GS         | Apple iPhone 3GS               | Apple iPhone 4                | Samsung Galaxy S II           | Samsung Galaxy S III               | Apple iPhone 5s               | Apple iPhone 6                 | OnePlus 3T                                     |
| Beste speakerset                | n.v.t.                   | n.v.t.                         | n.v.t.                        | n.v.t.                        | Logitech Z5500                     | Logitech Z906                 | n.v.t.                         |                                                |
| Beste SSD                       | n.v.t.                   | n.v.t.                         | n.v.t.                        | n.v.t.                        | Samsung 830 Series                 | Samsung 840 EVO               | Samsung 840                    | Samsung 960 EVO-serie                          |
| Beste spiegelreflexcamera       | n.v.t.                   | n.v.t.                         | n.v.t.                        | n.v.t.                        | n.v.t.                             | Canon 5D Mark III             | Canon 5D Mark III              | Canon EOS 5D Mark IV                           |
| Beste systeemcamera             | n.v.t.                   | n.v.t.                         | N.V.T                         | Sony Alpha NEX-7              | Canon EOS-M                        | Canon EOS M                   | Nikon 1 V3                     | Canon EOS M5                                   |
| Beste tablet                    | n.v.t.                   | n.v.t.                         | Apple iPad                    | Apple iPad 2                  | Apple iPad 2                       | Apple iPad Air                | Apple iPad Air 2               | Apple iPad Pro 9.7                             |
| Beste televisie                 | n.v.t.                   | Sony Bravia 40W5500            | Philips 58PFL9955             | Samsung UE D8000              | Samsung Series 8                   | Samsung F8000                 | Samsung HU7500L                | LG G6V OLED                                    |
| Beste televisiemerk             | Samsung                  | n.v.t.                         | n.v.t.                        | n.v.t.                        | n.v.t.                             | n.v.t.                        | n.v.t.                         |                                                |
| Beste tv-aanbieder              | n.v.t.                   | n.v.t.                         | n.v.t.                        | n.v.t.                        | Ziggo                              | n.v.t.                        | n.v.t.                         |                                                |
| Beste user-reviewer             | n.v.t.                   | n.v.t.                         | n.v.t.                        | n.v.t.                        | n.v.t.                             | n.v.t.                        | TERW_DAN                       | Foritain                                       |
| Beste videocamera               | n.v.t.                   | Canon EOS 5D Mark II           | n.v.t.                        | n.v.t.                        | n.v.t.                             | n.v.t.                        | n.v.t.                         |                                                |
| Beste videokaart(serie)         | ATi Radeon HD4850        | Sapphire HD5870 1GB            | Sapphire HD5970 2GB           | Sapphire HD 6950              | Radeon HD7970                      | Asus R9 290X 4GB              | Nvidia GeForce GTX 970         | Nvidia GeForce GTX 1080                        |
| Beste voeding                   |                          |                                |                               |                               |                                    |                               |                                | Corsair CX-serie                               |
| Beste VR platform               |                          |                                |                               |                               |                                    |                               |                                | HTC Vive                                       |
| Beste wearable                  |                          |                                |                               |                               |                                    |                               |                                | Apple Watch 2                                  |
| Beste webwinkel (BE)            | n.v.t.                   | n.v.t.                         | n.v.t.                        | n.v.t.                        | n.v.t.                             | n.v.t.                        | Coolblue                       | Coolblue.be                                    |
| Beste webwinkel (NL)            | n.v.t.                   | Bol.com                        | Bol.com                       | Bol.com                       | Bol.com                            | Coolblue                      | Coolblue                       | Coolblue                                       |
| Beste wifi-router               | n.v.t.                   | Linksys WRT54GL                | Netgear WNDR3700              | Linksys E4200                 | n.v.t.                             | n.v.t.                        | Linksys WRT1900AC              |                                                |